# Műugrás a 2017. évi nyári universiadén
A XXIX. nyári universiadén a műugrás versenyeinek a tajvani főváros, Tajpej adott otthont. A versenyeket 2017. augusztus 20. és 27. között rendezték a University of Taipei (Tianmu) Shih-hsin Hallban.
A férfiaknál és a nőknél egyaránt öt versenyszámban – 1 és 3 méteren, toronyugrásban, 3 és 10 méteres szinkronugrásban – osztottak ki érmet, további hármat pedig a 3 és 10 méteres vegyes szinkron, illetve a vegyes csapatverseny után. A viadal végeztével, mind a férfiaknál, mind pedig a nőknél csapatrangsort állítottak fel, és így még 1–1 érem került kiosztásra.

## A versenyszámok időrendje
A műugró versenyek hivatalosan 8 versenynapból álltak. A versenyszámok eseményei helyi idő szerint (GMT +08:00):
| augusztus 20., vasárnap             | augusztus 21., hétfő                 | augusztus 22., kedd               | augusztus 23., szerda       | augusztus 24., csütörtök             | augusztus 25., péntek            | augusztus 26., szombat         | augusztus 27., vasárnap                                                 |
| ----------------------------------- | ------------------------------------ | --------------------------------- | --------------------------- | ------------------------------------ | -------------------------------- | ------------------------------ | ----------------------------------------------------------------------- |
| 10:00 Női 1 m (selejtező)           | 10:00 Férfi 1 m (selejtező)          | 10:00 Női torony (selejtező)      | 10:00 Férfi 3 m (selejtező) |                                      | 10:00 Női 3 m (selejtező)        | 10:00 Férfi torony (selejtező) |                                                                         |
| 13:00 Női 1 m (A csoport elődöntő)  | 13:00 Férfi 1 m (A csoport elődöntő) | 13:00 Női torony (elődöntő)       | 13:00 Férfi 3 m (elődöntő)  | 13:00 Vegyes torony szinkron (döntő) | 13:00 Női 3 m (elődöntő)         | 13:00 Férfi torony (elődöntő)  | 13:00 Férfi torony (döntő)                                              |
| 13:30 Női 1 m (B csoport elődöntő)  | 13:35 Férfi 1 m (B csoport elődöntő) |                                   |                             |                                      |                                  |                                |                                                                         |
| 14:30 Női 1 m (döntő)               | 14:45 Férfi 1 m (döntő)              |                                   |                             | 14:45 Férfi 3 m (döntő)              |                                  |                                | 15:00 Vegyes csapatverseny (döntő)                                      |
| 16:00 Férfi torony szinkron (döntő) | 16:15 Női torony szinkron (döntő)    | 16:15 Vegyes 3 m szinkron (döntő) | 16:00 Női torony (döntő)    | 16:45 Női 3 m szinkron (döntő)       | 16:00 Férfi 3 m szinkron (döntő) | 16:00 Női 3 m (döntő)          | 16:40 Férfi csapatrangsor díjátadója 16:55 Női csapatrangsor díjátadója |

## A versenyen részt vevő nemzetek
Az universiadén 24 nemzet 107 műugrója – 55 férfi és 52 nő – vett részt, az alábbi megbontásban:
| Részt vevő nemzetek férfi / nő megbontásban | Részt vevő nemzetek férfi / nő megbontásban | Részt vevő nemzetek férfi / nő megbontásban | Részt vevő nemzetek férfi / nő megbontásban | Részt vevő nemzetek férfi / nő megbontásban | Részt vevő nemzetek férfi / nő megbontásban | Részt vevő nemzetek férfi / nő megbontásban | Részt vevő nemzetek férfi / nő megbontásban | Részt vevő nemzetek férfi / nő megbontásban | Részt vevő nemzetek férfi / nő megbontásban | Részt vevő nemzetek férfi / nő megbontásban | Részt vevő nemzetek férfi / nő megbontásban |
| ------------------------------------------- | ------------------------------------------- | ------------------------------------------- | ------------------------------------------- | ------------------------------------------- | ------------------------------------------- | ------------------------------------------- | ------------------------------------------- | ------------------------------------------- | ------------------------------------------- | ------------------------------------------- | ------------------------------------------- |
| nemzet                                      | F                                           | N                                           | nemzet                                      | F                                           | N                                           | nemzet                                      | F                                           | N                                           | nemzet                                      | F                                           | N                                           |
| Ausztrália                                  | 1                                           | 4                                           | Írország                                    | 1                                           | 1                                           | Makaó                                       | 2                                           | 2                                           | Románia                                     | 0                                           | 1                                           |
| Brazília                                    | 2                                           | 2                                           | Japán                                       | 2                                           | 3                                           | Mexikó                                      | 6                                           | 4                                           | Svájc                                       | 2                                           | 0                                           |
| Dél-Korea                                   | 2                                           | 2                                           | Kanada                                      | 2                                           | 3                                           | Németország                                 | 4                                           | 4                                           | Svédország                                  | 0                                           | 1                                           |
| Észak-Korea                                 | 3                                           | 4                                           | Kínai Köztársaság                           | 1                                           | 1                                           | Olaszország                                 | 3                                           | 3                                           | Új-Zéland                                   | 1                                           | 0                                           |
| Fülöp-szigetek                              | 0                                           | 1                                           | Lengyelország                               | 2                                           | 0                                           | Oroszország                                 | 6                                           | 6                                           | Ukrajna                                     | 4                                           | 4                                           |
| Horvátország                                | 1                                           | 0                                           | Litvánia                                    | 0                                           | 1                                           | Örményország                                | 2                                           | 0                                           | USA                                         | 8                                           | 5                                           |

F = férfi, N = nő

## Eredmények

### Éremtáblázat
| #        | nemzet            | arany | ezüst | bronz | összesen |
| 1        | Észak-Korea (PRK) | 5     | 3     | 0     | 8        |
| 2        | Oroszország (RUS) | 4     | 3     | 3     | 10       |
| 3        | Mexikó (MEX)      | 4     | 0     | 1     | 5        |
| 4        | Dél-Korea (KOR)   | 1     | 3     | 3     | 7        |
| 5        | Ukrajna (UKR)     | 1     | 1     | 0     | 2        |
| 6        | USA (USA)         | 0     | 3     | 1     | 4        |
| 7        | Kanada (CAN)      | 0     | 1     | 1     | 2        |
| 8        | Ausztrália (AUS)  | 0     | 1     | 0     | 1        |
| 9        | Olaszország (ITA) | 0     | 0     | 3     | 3        |
| 10       | Németország (GER) | 0     | 0     | 2     | 2        |
| 11       | Japán (JPN)       | 0     | 0     | 1     | 1        |
| összesen | összesen          | 15    | 15    | 15    | 45       |

### Éremszerzők
| versenyszám          | arany                                                        | ezüst                                                   | bronz                                              |
| férfiak              |                                                              |                                                         |                                                    |
| 1 m                  | Kim Jongnam (Kim Yeong-nam)                                  | Briadam Herrera                                         | Jevgenyij Kuznyecov                                |
| 3 m                  | Ilja Zaharov                                                 | Jevgenyij Kuznyecov                                     | Giovanni Tocci                                     |
| 3 m szinkron         | Ilja Zaharov / Jevgenyij Kuznyecov                           | U Haram (Woo Ha-ram) / Kim Jongnam (Kim Yeong-nam)      | Gabriele Auber / Lorenzo Marsaglia                 |
| 10 m                 | I Hjondzsu (Ri Hyon-ju)                                      | David Dinsmore                                          | Kim Jongnam (Kim Yeong-nam)                        |
| 10 m szinkron        | Roman Izmajlov / Nyikita Slejher                             | Hjong Ilmjong (Hyon Il-myong) / I Hjondzsu (Ri Hyon-ju) | U Haram (Woo Ha-ram) / Kim Jongnam (Kim Yeong-nam) |
|                      |                                                              |                                                         |                                                    |
| csapatrangsor        | Oroszország                                                  | Dél-Korea                                               | Mexikó                                             |
| nők                  |                                                              |                                                         |                                                    |
| 1 m                  | Dolores Hernández                                            | Cshö Ungjong (Choe Un Gyong)                            | Louisa Stawczynski                                 |
| 3 m                  | Arantxa Chávez                                               | Brooke Schultz                                          | Kim Szudzsi (Kim Suji)                             |
| 3 m szinkron         | Arantxa Chávez / Melany Hernández                            | Kim Nami (Kim Nami) / Kim Szudzsi (Kim Suji)            | Marija Poljakova / Jelena Csernyih                 |
| 10 m                 | Kim Gukhjang (Kim Kuk Hyang)                                 | Kim Unhjang (Kim Un Hyabg)                              | Celina Toth                                        |
| 10 m szinkron        | Kim Gukhjang (Kim Kuk Hyang) / Kim Unhjang (Kim Un Hyang)    | Emily Meaney / Brittany O’Brien                         | Julija Tyihomirova / Julija Tyimosinyina           |
|                      |                                                              |                                                         |                                                    |
| csapatrangsor        | Észak-Korea                                                  | Oroszország                                             | Japán                                              |
| vegyes csapatverseny |                                                              |                                                         |                                                    |
| 3 m szinkron         | Adan Zúñiga Ornelas / Arantxa Chávez                         | Sztaniszlav Olifercsuk / Viktorija Keszar               | Laura Bilotta / Gabriele Auber                     |
| 10 m szinkron        | Kim Gukhjang (Kim Kuk Hyang) / Hjong Ilmjong (Hyon Il Myong) | Nyikita Slejher / Julija Tyimosinyina                   | Christopher Law / Olivia Rosendahl                 |
| csapat               | Olekszandr Horskovozov / Anasztaszija Negyobiga              | Tyler Henschel / Celina Toth                            | Lars Rüdiger / Duong Kieu Trang                    |

## Statisztika
| Nőknél                           | Nőknél                            | Nőknél                           | Férfiaknál                       | Férfiaknál                        | Férfiaknál                       |
| A viadal legfiatalabb sportolója | A viadal legfiatalabb sportolója  | A viadal legfiatalabb sportolója | A viadal legfiatalabb sportolója | A viadal legfiatalabb sportolója  | A viadal legfiatalabb sportolója |
| Sportoló neve                    | Kor (2017. augusztus 18. szerint) | Nemzet                           | Sportoló neve                    | Kor (2017. augusztus 18. szerint) | Nemzet                           |
| -------------------------------- | --------------------------------- | -------------------------------- | -------------------------------- | --------------------------------- | -------------------------------- |
| Ashley McCool                    | 1999. szeptember 15. (17 évesen)  | Kanada                           | Simón Rieckhoff                  | 1999. június 28. (18 évesen)      | Németország                      |
| A viadal legidősebb sportolója   |                                   |                                  |                                  |                                   |                                  |
| Sportoló neve                    | Kor (2017. augusztus 18. szerint) | Nemzet                           | Sportoló neve                    | Kor (2017. augusztus 18. szerint) | Nemzet                           |
| Daniella Nero                    | 1989. március 18. (28 évesen)     | Svédország                       | Ian Matos                        | 1989. április 24. (28 évesen)     | Brazília                         |
| A legtöbb versenyszámban induló  |                                   |                                  |                                  |                                   |                                  |
| Sportoló neve                    | Versenyszám                       | Nemzet                           | Sportoló neve                    | Versenyszám                       | Nemzet                           |
| Enomoto Haruka                   | MT / M3MS / 10M / 3M / 10MS / 3MS | Japán                            | Kim Jongnam (Kim Yeong-nam)      | 1M / 10M / 3M / M3MS / 3MS / 10MS | Dél-Korea                        |
| Enomoto Haruka                   | MT / M3MS / 10M / 3M / 10MS / 3MS | Japán                            | U Haram (Woo Ha-ram)             | 1M / MT / 10M / 3M / 3MS / 10MS   | Dél-Korea                        |

___
10M = toronyugrás, 10MS = szinkron toronyugrás, 1M = 1 m-es műugrás, 3M = 3 m-es műugrás, 3MS = 3m-es szinkronugrás,
M3MS = vegyes 3 m-es szinkronugrás, MT = vegyes csapatverseny